# Averbação
Averbação é o ato de constar à margem de um assento (registro) um fato ou referência que o altere ou o cancele. No plano do Registro Público, é utilizado com frequência por profissionais que trabalham como registradores e notários. Esses profissionais que prestam um serviço privado através de delegação do poder público, irão averbar sentenças judiciais nos livros de registro que ficam guardados sob os cuidados dos titulares em seus cartórios.

## Significado
A fim de que se entenda o significado de averbação, faz-se necessário diferenciá-lo de registro, que é o principal ato ocorrido no cartório, pois neste, serão registrados nascimentos, casamentos, óbitos, emancipações, interdições, ausência, morte presumida, opção de nacionalidade (art. 9, Lei n° 10.406. Código Civil). Nota-se que tais atos acontecerão no Registro Civil de Pessoas Naturais.
Observada a ressalva e retomando o significado de averbação, com convicção podemos dizer que é um ato secundário o qual modifica o teor do Registro, sendo feito por determinação judicial. Ademais, este procedimento dará publicidade, eficácia e segurança aos atos jurídicos.
- É o ato acessório que modifica o teor constante do registro, feito por determinação judicial, com a finalidade de dar publicidade, segurança e eficácia aos atos jurídicos. Podemos citar como exemplos a averbação de imóvel, de divórcio, de tempo de contribuição etc.
Fundamentação:
- Art. 10; 51, §1º; 923, §§ 1º e 2º; 926; 1.012; 1.032; 1.057, parágrafo único; 1.063, §3º; 1.075, §2º; 1.083; 1.084, §3º; 1.118; 1.174; 1.485 e 1.500, todos do CC
- Art. 615-A e §§ 3º e 4º; 659, §4º; 722, §1º; 1.186, §2º, todos do CPC
- Art. 709, caput e §1º, do CPP

## Exemplos
O código civil dispõe sobre alguns casos em que ocorre a averbação
"Art. 10. Far-se-á averbação em registro público:
1- Das sentenças que decretarem a nulidade ou anulação do casamento, o divórcio, a separação judicial e o restabelecimento da sociedade conjugal;
2- Dos atos judiciais ou extrajudiciais que declararem ou reconhecerem a filiação;
3- (revogado)
Um exemplo para melhor compreensão seria o caso da certidão de casamento registrada no cartório, esta por sua vez tem seu assento redigido na parte central do livro. Após a separação judicial, a decisão será escrita, ou seja, averbada na terceira e última coluna do livro de registros.
No seguro de Transportes a averbação é a declaração das coisas postas em risco, com todos os esclarecimentos relativos ao embarque e viagem e especificação da marca, quantidade, espécie e valor das mercadorias em risco.